# Air Marshal

Dienstgradabzeichen des britischen Air Marshal

Air Marshal (kurz Air Mshl) ist ein Dienstgrad der Luftstreitkräfte in zahlreichen englischsprachigen Staaten, darunter in der britischen Royal Air Force, der Royal Australian Air Force, der Royal New Zealand Air Force sowie ehemals der Royal Canadian Air Force (bis 1968), der dem Generalleutnant (Lieutenant General) des Heeres entspricht.

## Rangstruktur und nationale Besonderheiten
Nach dem NATO-Rangcode (OF-8) entspricht der Air Marshal dem Lieutenant General („Drei-Sterne-General“) bzw. Vice Admiral der Marine. Über dem Air Marshal rangiert der Air Chief Marshal (General), darunter der Air Vice Marshal. Der Air Commodore wird ähnlich wie der Brigadier nicht mehr der Generalität zugerechnet. Der Fünf-Sterne-Rang Marshal of the Royal Air Force, entsprechend dem  Feldmarschall (Field Marshal) bzw. Admiral of the Fleet, wird heute in Friedenszeiten nur noch selten verliehen. Die Übersetzung „Luftmarschall“ wird oftmals unterschiedslos auf die verschiedenen Generalsränge bis hin zum Marshal of the Royal Air Force angewandt. Als bekanntester britischer „Luftmarschall“ wird oft Arthur Harris („Bomber-Harris“; Oberbefehlshaber des RAF Bomber Command von 1942 bis 1945) genannt.
In der RAAF ist der Air Chief Marshal der höchste erreichbare Rang, der jedoch nur an das militärische Oberhaupt der australischen Streitkräfte (Chief of the Defence Force) vergeben wird, falls dieser den Luftstreitkräften angehört. Der Rang Air Marshal ist für bis zu vier Planstellen, darunter den Oberbefehlshaber der RAAF, vorgesehen. Der erste australische Air Marshal war der 1940 ernannte Richard Williams, der „Vater der RAAF“.
In der Royal New Zealand Air Force ist Air Marshal der höchste erreichbare Rang, der für den Chief of Defence Force, sofern dieser den Luftstreitkräften angehört, reserviert ist. Der Rang wurde bisher fünf Mal verliehen, zum ersten Mal 1976.
Die Royal Canadian Air Force kannte bis 1968 ebenfalls die Ränge des Air Marshal und Air Chief Marshal, danach wurden die Dienstgradbezeichnungen denen des Heeres angepasst.

## „Luftmarschälle“ in anderen Staaten
Im deutschen Sprachgebrauch wurde Hermann Göring oft als Luftmarschall bezeichnet, da er Oberbefehlshaber der Luftwaffe war und ab 1938 deren erster Generalfeldmarschall war. 1940 wurde eigens für ihn der über den anderen Generalfeldmarschällen angesetzte Rang eines Reichsmarschalls eingeführt.
Die Regia Aeronautica, die Luftwaffe des faschistischen Italien, kannte den Rang des Maresciallo dell’ Aria. Einziger Träger dieses Dienstgrades war Italo Balbo.
In den sowjetischen Streitkräften wurde der Marschall der Waffengattung Luftstreitkräfte (vgl. hierzu Marschall der Sowjetunion#Marschälle und Hauptmarschälle der Waffengattungen) ebenfalls als Luftmarschall bezeichnet.
Der Marschall der portugiesischen Luftstreitkräfte entspricht einem Fünf-Sterne-General. Der Rang Marechal-do-ar existiert auch bei der brasilianischen Luftwaffe.
Der ehemalige Rang marshal udara der malaysischen Luftstreitkräfte lässt sich ebenfalls als „Luftmarschall“ übersetzen. Er entsprach dem Air Marshal der RAF.